# Inurois kyushuensis
Inurois kyushuensis là một loài bướm đêm trong họ Geometridae.